# Cydistomyia absol
Cydistomyia absol är en tvåvingeart som beskrevs av Philip 1959. Cydistomyia absol ingår i släktet Cydistomyia och familjen bromsar. Inga underarter finns listade i Catalogue of Life.